# لیگوریا ۳۵۶
سیارک ۳۵۶ (به انگلیسی: 356 Liguria، نامگذاری:1893G) سیصد و پنجاه و ششمین سیارک کشف شده‌است که در ۲۱ ژانویه ۱۸۹۳ و در نیس کشف شد.
قدر مطلق سیارک برابر ۸٫۲۲ است.